# 造父增一
仙王座14（造父增一），又名BD+57 2441，HD 209481、SAO 33990、HR 8406，是仙王座的一颗恒星，视星等为5.56，位于銀經102.01，銀緯2.18，其B1900.0坐标为赤經21h 58m 42.8s，赤緯+57° 2.18′ 4″。